# Die Untersuchung (Film, 1974)
Die Untersuchung ist ein für das Fernsehen produzierter Kriminalfilm nach dem gleichnamigen Roman von Stanisław Lem.

## Handlung
Aus mehreren Leichenhallen einer englischen Gegend verschwinden Verstorbene. Angeblich sollen einige davon noch Lebenszeichen von sich gegeben haben. Ein Leichentuch soll durchgebissen worden sein. Inspektor Gregory und Scotland Yard befassen sich mit den seltsamen Vorfällen. Gregory glaubt, einen der Toten in der Bahn gesehen zu haben. Weder Kriminalisten noch Gerichtsmediziner können sich die Ereignisse erklären. Der von der Polizei hinzugezogene Statistiker Sciss entwickelt die gewagte Theorie, das Verschwinden der Leichen hinge mit Tageszeit, Temperatur sowie der Zeitdistanz zur letzten Tat zusammen. Später stellt er fest, dass es im fraglichen Gebiet auffällig wenige Krebsfälle gibt. Gregory glaubt nicht an Wunder und hält diese Theorie für Humbug, folgt aber jeder Spur und sucht nach einem Leichenschänder.
Der Inspektor verbeißt sich immer mehr in den Fall, findet aber keine konkrete Hinweise auf einen Täter. Schließlich verdächtigt er erst Sciss und dann sogar seinen Vorgesetzten Sheppard der Täterschaft. Da auch diese Vorwürfe außer Kritik an seiner Arbeit nichts einbringen, verlaufen schließlich alle Ermittlungen im Sande und lassen einen ratlosen Polizisten zurück.

## Kritiken
„Kriminalistisch angehauchter polnischer Kurzspielfilm mit Mystery-Elementen“